# Robert Heffernan
Robert Heffernan (Cork, 28 febbraio 1978) è un marciatore irlandese, campione mondiale della 50 km.

## Palmarès
| Anno | Manifestazione  | Sede           | Evento       | Risultato | Prestazione | Note                                     |
| ---- | --------------- | -------------- | ------------ | --------- | ----------- | ---------------------------------------- |
| 2007 | Mondiali        | Osaka          | Marcia 20 km | 6º        | 1h23'42"    |                                          |
| 2009 | Mondiali        | Berlino        | Marcia 20 km | 14º       | 1h22'09"    | Miglior prestazione personale stagionale |
| 2010 | Europei         | Barcellona     | Marcia 20 km | Bronzo    | 1h21'00"    |                                          |
| 2010 | Europei         | Barcellona     | Marcia 50 km | 4º        | 3h45'30"    | Record nazionale                         |
| 2011 | Mondiali        | Taegu          | Marcia 50 km | dnf       | dnf         |                                          |
| 2012 | Giochi olimpici | Londra         | Marcia 20 km | 9º        | 1h20'18"    | Miglior prestazione personale stagionale |
| 2012 | Giochi olimpici | Londra         | Marcia 50 km | Bronzo    | 3h37'54"    | Record nazionale                         |
| 2013 | Mondiali        | Mosca          | Marcia 50 km | Oro       | 3h37'56"    | Miglior prestazione mondiale stagionale  |
| 2014 | Europei         | Zurigo         | Marcia 50 km | dnf       | dnf         |                                          |
| 2015 | Mondiali        | Pechino        | Marcia 50 km | 5º        | 3h44'17"    | Miglior prestazione personale stagionale |
| 2016 | Giochi olimpici | Rio de Janeiro | Marcia 50 km | 6º        | 3h43'55"    |                                          |
| 2017 | Mondiali        | Londra         | Marcia 50 km | 8º        | 3h44'41"    | Miglior prestazione personale stagionale |